# Mirko Cvetković
Mirko Cvetković (serbiska: Мирко Цветковић), född 16 augusti 1950 i Zaječar, Serbien (dåvarande Jugoslavien), är en serbisk politiker. Han var Serbiens premiärminister från 7 juli 2008 till 27 juli 2012. Före dess var han Serbiens finansminister från 15 maj 2007 till 7 juli 2008 och från 14 mars 2011 till 27 juli 2012.
Han utexaminerades från fakulteten för ekonomi vid universitetet i Belgrad, där han tog en ekonomexamen och doktorsexamen.
Cvetković arbetade vid gruvinstitutet i tio år och sedan vid nationalekonomiska institutet för ytterligare sex år, följt av sju år på rådgivnings- och forskningsföretaget CES Mecon där han var konsult. Under perioden 1998-2001 var han anställd som rådgivare i ekonomiska frågor vid gruvinstitutet och från januari 2001 var han biträdande minister för ekonomi och privatisering. Från 2003 till 2004 var han direktör för privatiseringsmyndigheten och 2005 blev han särskilde rådgivare till VD:n vid Intercom Consulting.
Under 1980 var han extern konsult för Världsbanken i ett antal projekt i Pakistan, Indien och Turkiet. Han har återvänt till konsultsysslan för Världsbanken från 2013.
Cvetković är gift och har två barn.

### Fotnoter
1. ↑  Rulers.org: Serbia, läst 2016-02-16
2. ↑  Rulers: Serbia: Ministries, etc., läst 2016-02-16